# Astragalus eusarathron
Astragalus eusarathron es una especie de planta del género Astragalus, de la familia de las leguminosas, orden Fabales.

## Distribución
Astragalus eusarathron es una especie nativa de Irán.

## Taxonomía
Fue descrita científicamente por Kress-Deml & D. Podl. Fue publicado en Mitteilungen (aus) der Botanischen Staatssammlung München 25(1): 383 (1988).